# Himitsu no Akko-chan
Himitsu no Akko-chan (ひみつのアッコちゃん, lit. O Segredo de Akko-chan) é uma série de mangá e anime, e também a pioneira no género mahō shōjo lançada no Japão durante 1960.
O mangá foi desenhado e escrito por Fujio Akatsuka, e publicado na revista Ribon em 1962 até 1965. Antecede o mangá Mahōtsukai Sunny (cujo nome se tornou Sally no anime Mahōtsukai Sally), imprimido em 1966. Himitsu no Akko-chan foi o primeiro mangá mahō shōjo criado.
O anime original teve 94 episódios entre 1969 até 1970. Foram animados pela Toei Animation e transmitido pela TV Asahi (antigamente conhecida como NET). Ele foi refeito duas vezes, em 1988 (com 61 episódios, apresentando a Mitsuko Horie como Akko-chan, que também cantou os temas de abertura e encerramento) e em 1998 (teve 44 episódios). Quatro filmes foram produzidos. "Circus Da Ga Yattekita" em 1969, "Namida no Kaiten Receive" em 1970 e "Himitsu no Akko-chan Movie" e "Umi da! Obake da!! Natsu Matsuri" ambos foram lançados em 1989. Também foi adaptado em um filme de live-action lançado em 1 de setembro de 2012.

## Enredo básico
Embora cada refilmagem tenha pequenas diferenças, a premissa básica é sempre a mesma.
Atsuko "Akko-chan" Kagami (também conhecida como "Stilly," "Caroline," e "Julie" nas versões ocidentais do anime) é uma menina da escola primária energética que tem uma afinidade com espelhos. Um dia, seu espelho favorito que foi dado a Akko por sua mãe (ou em algumas versões, por seu pai, como um presente da Índia) se quebra, e ela prefere enterrá-lo em seu quintal, em vez de jogá-lo fora. Em seus sonhos, ela é chamada por um espírito (ou em alguns casos, a Rainha do Reino do Espelho) que se comove pela menina por tratar o espelho de forma respeitosa e simplesmente não jogou fora. À Akko-chan é, então, dado o dom de um espelho mágico e ensinado os encantamentos, "tekumaku mayakon, tekumaku mayakon" e "lamipus lamipus lu lu lu lu lu," que permitirá que ela se transforme em qualquer coisa que ela desejar.

## Elenco

### 1969
- Akko - Yoshiko Ōta
- Moko - Sumiko Shirakawa
- Taisho - Hiroshi Ōtake
- Shosho - Sachiko Chijimatsu
- Kankichi - Akiko Tsuboi
- Gammo - Junko Hori → Mariko Takigawa
- Chikako - Hiroko Maruyama
- Goma - Kōko Kagawa → Junko Hori
- Papa - Ichirō Murakoshi
- Mama - Reiko Senō
- Sato-sensei - Osamu Ichikawa
- Moriyama-sensei - Naoko Takahashi → Kōko Kagawa
- Narration - Shun Yashiro

### 1988
- Akko - Mitsuko Horie
- Moko - Kazuko Sugiyama
- Taisho - Yoku Shioya
- Shosho - Katsue Miwa
- Kankichi - Noriko Uemura
- Gammo - Noriko Tsukase → Yūko Mita (assumiu o papel devido à morte de Tsukase no meio da produção)
- Chikako - Keiko Yamamoto
- Goma - Noriko Tsukase → Chie Satō
- Papa - Banjō Ginga
- Mama - Yoshiko Ōta
- Sato-sensei - Masaharu Satō
- Moriyama-sensei - Kyōko Irokawa
- Shippona - Naoko Watanabe
- Dora - Masaharu Satō
- Rainha do Espelho - Eiko Masuyama
- Kio - Shigeru Nakahara
- Gentaro - Kazumi Tanaka

### 1998
- Akko - Wakana Yamazaki
- Moko - Kikumi Umeda
- Taisho - Takuma Suzuki
- Shosho - Satomi Koorogi
- Kankichi - Harumi Ikoma
- Gammo - Takeuchi Junko
- Chikako - Keiko Yamamoto
- Goma - Yasuhiro Takato
- Papa - Ken Yamaguchi
- Mama - Miina Tominaga
- Sato-sensei - Hiroki Takahashi
- Moriyama-sensei - Ai Nagano
- Shippona - Ai Nagano
- Rainha do Espelho - Mitsuko Horie

### 2012
- Akko - Ayase Haruka
- Masaki Okada

## Transmissão mundial
Apesar da série ser desconhecida nos países lusófonos, Himitsu no Akko-chan teve muito sucesso na Europa entre os anos 80.  As três temporadas de Akko-chan foram transmitidas na Itália.
- Lo specchio magico (Itália, primeira série)
- Caroline (França, segunda série; se pronuncia "Cah-ro-LEHN")
- Los secretos de Julie (América Latina, segunda série)
- El Secreto de Akko (Espanha, terceira série)
- Un mondo di magia (Itália, segunda série)
- Stilly e lo specchio magico (Itália, terceira série) - Nas três séries, "Stilly" é o nome italiano de Akko-chan.
- Czarodziejskie zwierciadełko (Polónia, primeira série)